# La Justice (journal)
Pour les articles homonymes, voir La Justice.
La Justice est un quotidien français fondé par le républicain radical Georges Clemenceau, qui en devient le directeur politique, et Stephen Pichon. Il paraît pour la première fois le vendredi 16 janvier 1880. Le rédacteur en chef en est Camille Pelletan, venu du Rappel.
D'abord installé au 10 rue du Faubourg-Montmartre, le quotidien a un tirage relativement faible (environ 10 000 exemplaires) mais reçoit une certaine audience dans les milieux politiques. Il diffuse les discours de Clemenceau à la Chambre des députés. Ce dernier est rapidement endetté, ce qui provoque l'entrée dans le capital du journal, en mai 1881 ou en février 1883, de l'Américain Cornélius Herz, plus tard impliqué dans le scandale de Panama. Ce n'est qu'en 1920 que Clemenceau aura fini de payer les dettes du journal.

## Membres
Plusieurs républicains participèrent à ce journal austère et dénué d'illustrations, dont :
- Jules Roche, élu député en 1881 et ancien collaborateur du Siècle et du Rappel et qui quitta plus tard le journal en virant vers le camp des républicains opportunistes ;
- Stephen Pichon, qui écrira dans le journal « on n'est radical qu'à la condition d'être socialiste[3] » et deviendra en 1906 puis en 1917 ministre des Affaires étrangères de Clemenceau ;
- le critique d'art Gustave Geffroy[1], qui restera l'un des amis intimes de Clemenceau sa vie durant ;
- le conseiller municipal Jules Roche[1] ;
- Édouard Durranc[1] ;
- Georges Laguerre[1], qui deviendra député boulangiste et s'opposera donc à Clemenceau ;
- Charles Longuet, le gendre de Karl Marx[1] ;
- Louis Millot[4] ;
- Louis Mullem[4].
- Sutter-Laumann, journaliste et poète
- Albert Clemenceau, le frère de Georges

Plus tard, le socialiste Alexandre Millerand, l'historien Alphonse Aulard (sous le pseudonyme de Santonax), l'écrivain Aurélien Scholl, le futur Académicien Jean Ajalbert (qui y entre à 20 ans, en 1883), etc., participeront également à La Justice.

## Articles
Le journal s'oppose au gouvernement Freycinet et à l'opportunisme républicain (Gambetta et ses alliés), devenant ainsi, avec L'Intransigeant de Henri Rochefort, La Lanterne, Le Radical, Le Mot d'ordre, Le Rappel, etc., un des organes du mouvement radical. En 1887, contrairement à L'Intransigeant et à La Lanterne, le quotidien ne soutient cependant pas l'ex-ministre et général Boulanger.
Le 7 janvier 1881, Charles Longuet y décrit l'enterrement de Blanqui, comme l'« un des spectacles les plus extraordinaires et les plus émouvants auxquels nous avons jamais assisté »,.
En vue des législatives du 21 août 1881, La Justice publie un tableau des principaux votes, indiquant quel député a voté quoi, le 31 juillet, afin de permettre aux lecteurs de voter en connaissance de cause,.